# Тель-Регев
Кладбище Тель-Ре́гев (ивр. בית העלמין תל רגב‎) — кладбище, расположенное к юго-востоку от Шоссе 70, к северо-востоку от поселения Ибтин и к западу от Хавалид. Обслуживает жителей агломерации Хайфы: городов Хайфа, Кирьят-Бялик, Кирьят-Моцкин, Кирьят-Ям, Рехасим и некоторых населенных пунктов регионального совета Звулун.
Кладбище было основано в 2004 году, после того как на Хайфском кладбище возник недостаток мест захоронения. Это кладбище является первым в стране, который изначально спроектирован не для наземного захоронения, а для многоуровневого захоронения.

## Галерея

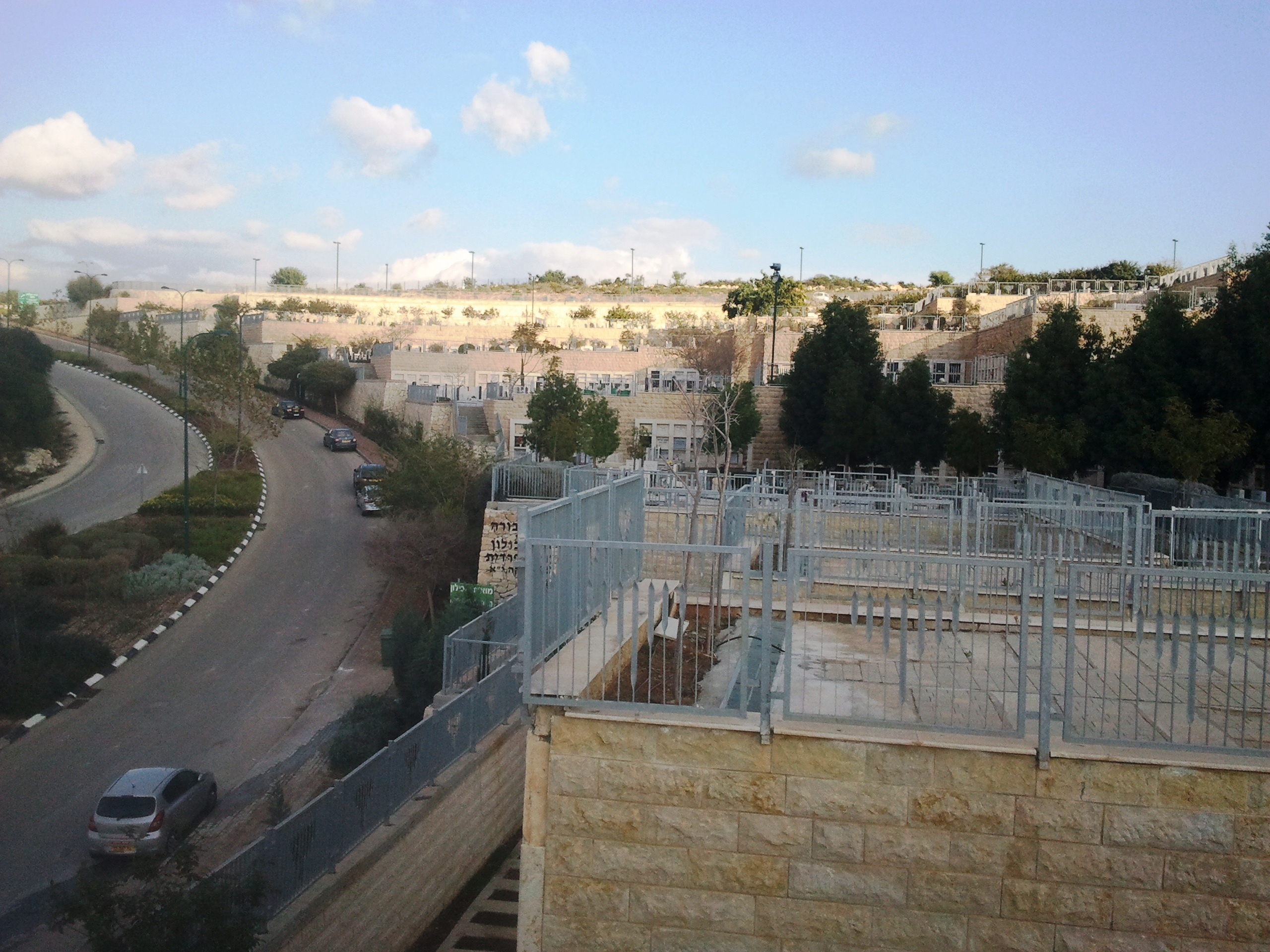
Общий вид кладбища
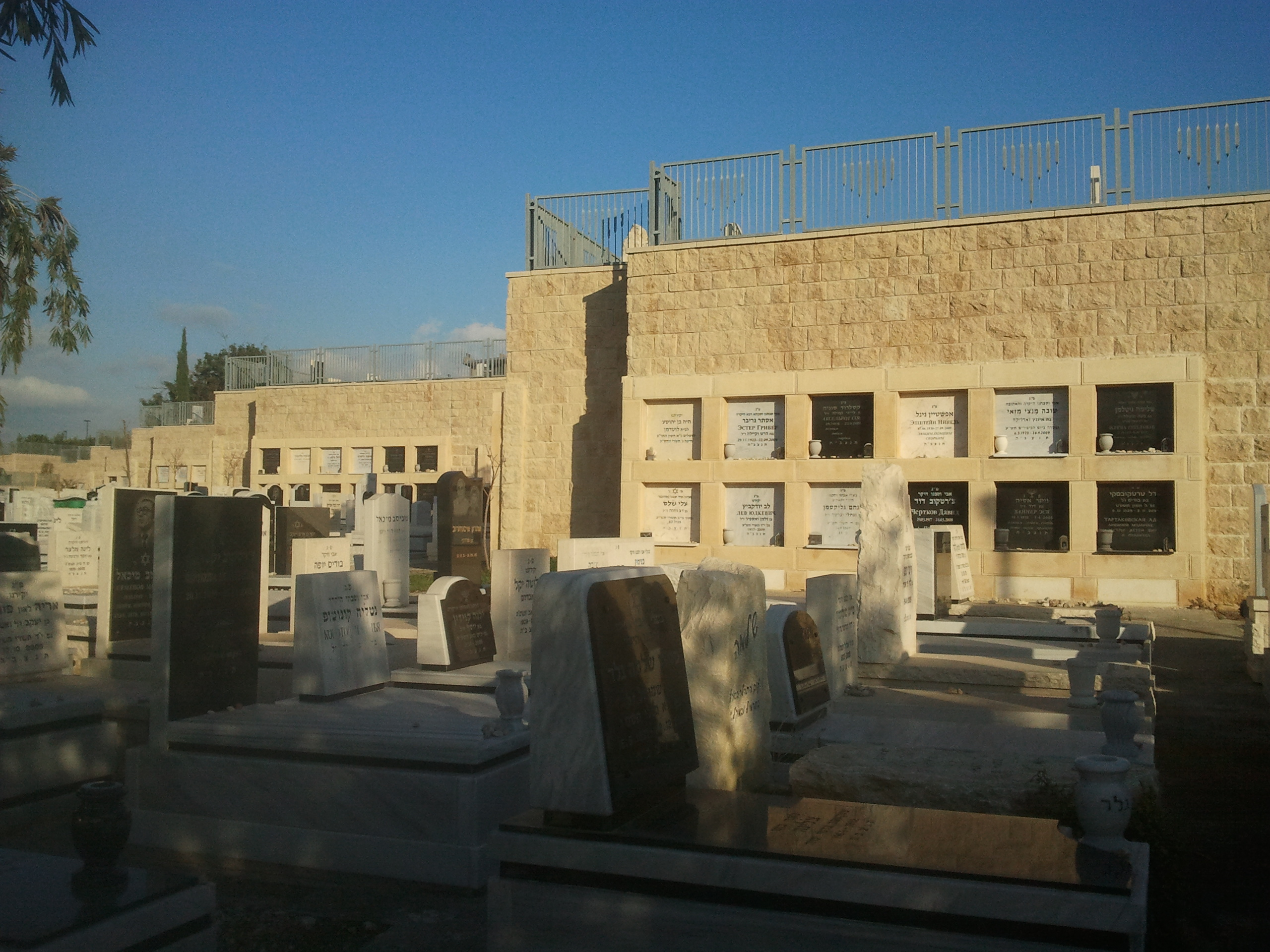
Наземное захоронение и многоуровневое захоронение
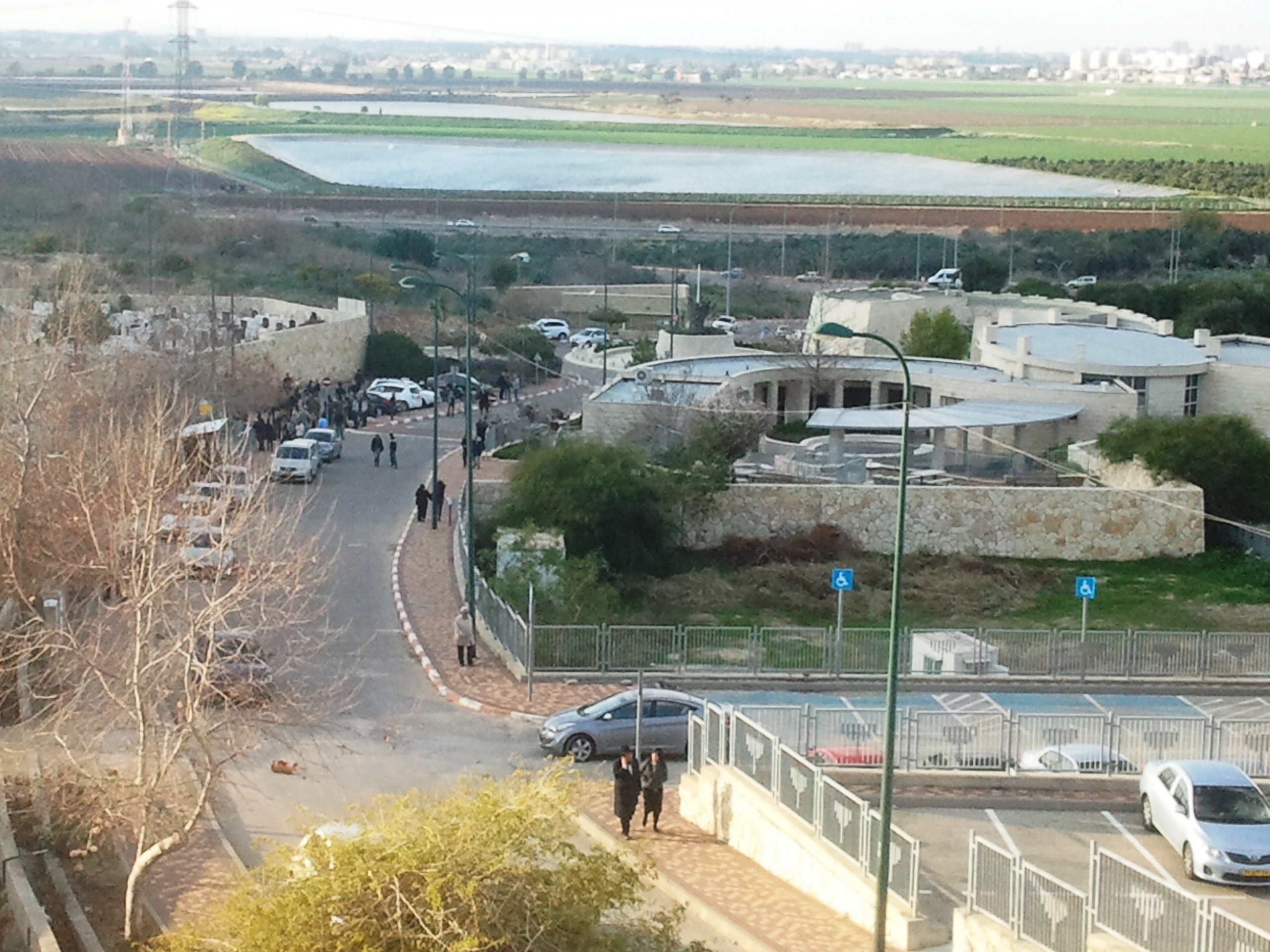
Вход на кладбище, вид с места захоронения на север
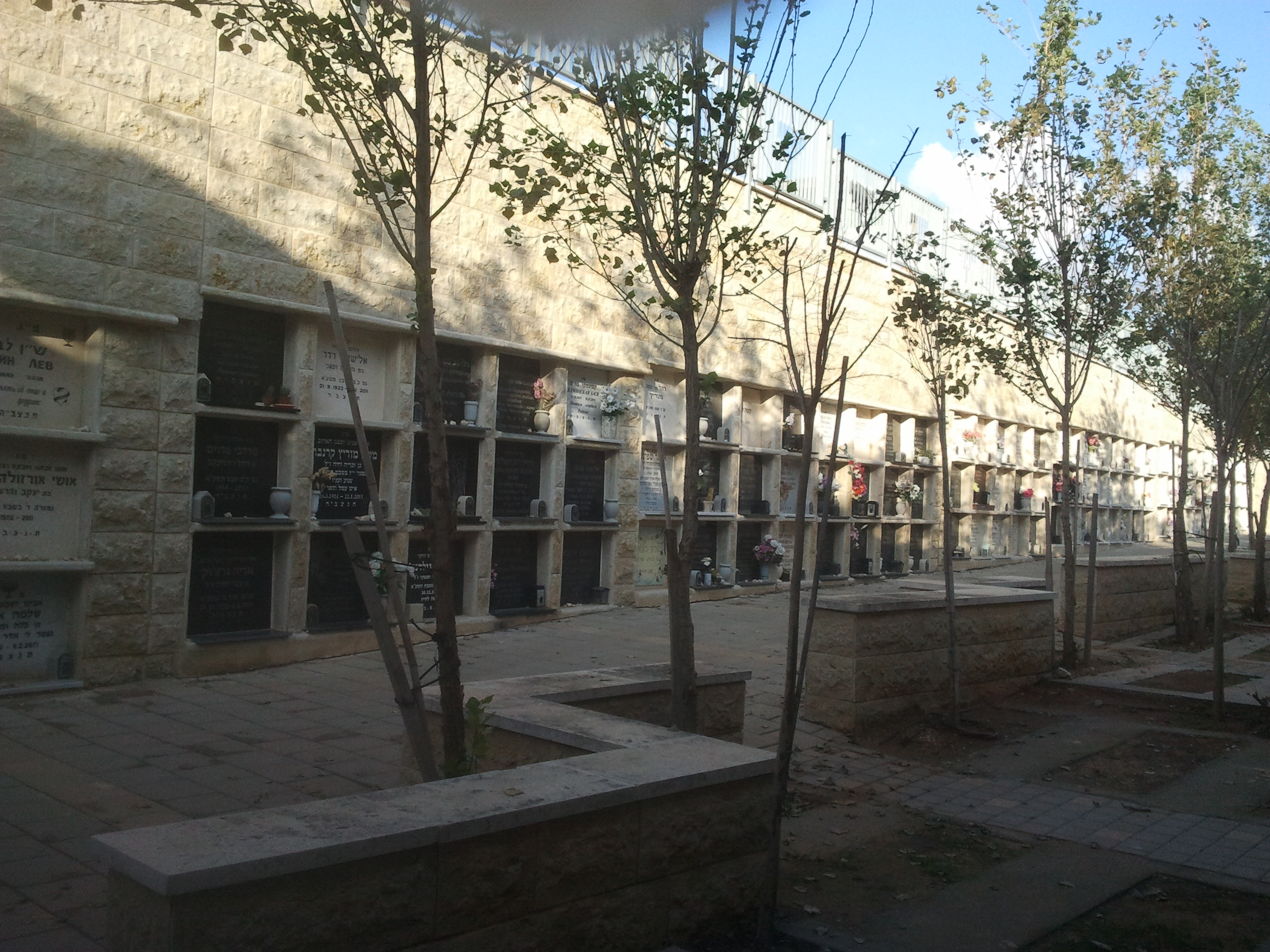
Захоронение в построенных нишах